# Václav Červený

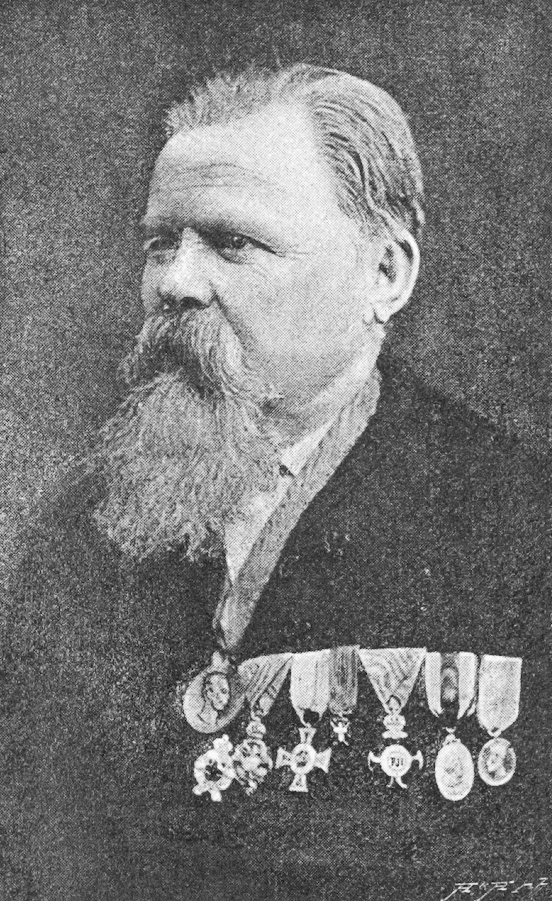
Václav Červený in 1892

Václav František Červený (Dubeč, 1819 — Hradec Králové, 1896) was een Tsjechisch blaasinstrumentenbouwer die vooral bekend is vanwege zijn verbeteringen aan koperen blaasinstrumenten. Červený was ook de maker van een aantal nieuwe instrumenten zoals de Keizerbas en de Keizerbariton.  In 1845 vervaardigde hij een tuba met 6  ventielen in F.